# Afraid
Afraid è un singolo della band statunitense Mötley Crüe dell'album Generation Swine del 1997.

## Formazione
- Vince Neil - voce
- Mick Mars - chitarra
- Nikki Sixx - basso
- Tommy Lee - batteria